# Oneok

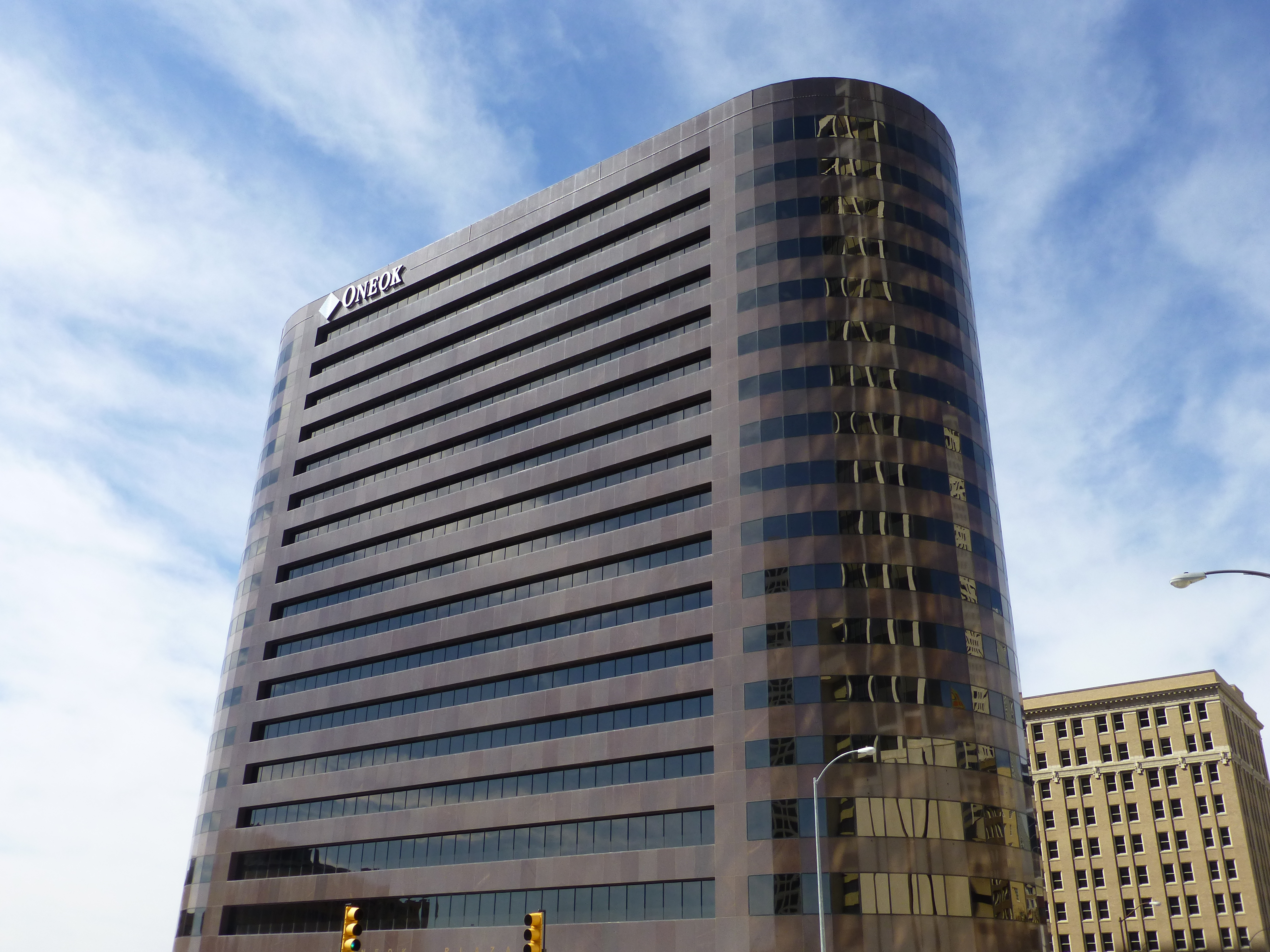
Hauptsitz in Tulsa, Oklahoma

Oneok (englische Aussprache wie: „One-Oak“) ist ein US-amerikanisches Pipelinebetreiber, der 1906 in Oklahoma gegründet wurde. Das Unternehmen betätigt sich im Midstream-Geschäft – dem Ferntransport und der Aufbereitung von Gasprodukten – und unterhält hierzu ein über 61.000 Kilometer langes Netzwerk aus Pipelines zum Transport von Gas und Natural Gas Liquids. Oneok betreibt mehrere Aufbereitungsanlagen und Zwischenlager in den Vereinigten Staaten und gehört dem S&P 500-Index an. Im Jahr 2005 übernahm Oneok das Pipelinesystem und die Aufbereitungsanlagen von Koch Industries.